# Olle Nyman (musiker)
Olle Nyman, född 8 juli 1982 i Svartöstaden i Luleå, är svensk musiker och skådespelare. 
Nyman är son till teatermannen Harry Nyman. Skivdebuterade med albumet Behind the Clouds 2005. Albumet spelade in på Blackis i Svartöstaden och spelades flitigt i TV-serien Möbelhandlarens dotter visad i SVT 2006. 2008 kom uppföljaren Venture. 2010 bildade han gruppen The New Man.
Mellan 2009 och 2013 hjälpte Nyman Sara Zacharias med att slutföra outgivna låtar av hennes far, Ted Gärdestad, som hon hade hittat på sin vind. Låtarna publicerades på albumet Mot solen som släpptes den 4 september 2013.

## Diskografi
- 2005 – Behind the Clouds
- 2010 – Venture